# ブリアナ・ラブ
ブリアナ・ラブ（Brianna Love、1985年3月14日 - ）は、アメリカ合衆国のポルノ女優。

## 経歴
ブリアナ・ラブはミズーリ州でストリップを始めたが、ラスベガスに移ってからすぐポルノ業界に入った。
2007年には高名な監督ジョン・レスリーによって彼女を全面に押し出した映画「Brianna Love: Her Fine Sexy Self」が製作されている。
2011年に引退した。

## 主な受賞歴
- 2008年 AVNアワード – Best Gonzo – 「Brianna Love Is Buttwoman」[3]
- 2008年 AVNアワード – Best Tease Performance – 「Brianna Love: Her Fine Sexy Self」[3]
- 2008年 Orgazmik Award (ノミネート) – Best Eyecatcher[4]
- 2009年 AVNアワード – Best All-Girl Group Sex Scene – 「チアリーダーズ」[5]